# Rue Jules-Claretie
La rue Jules-Claretie est une voie du 16e arrondissement de Paris, en France.

## Situation et accès

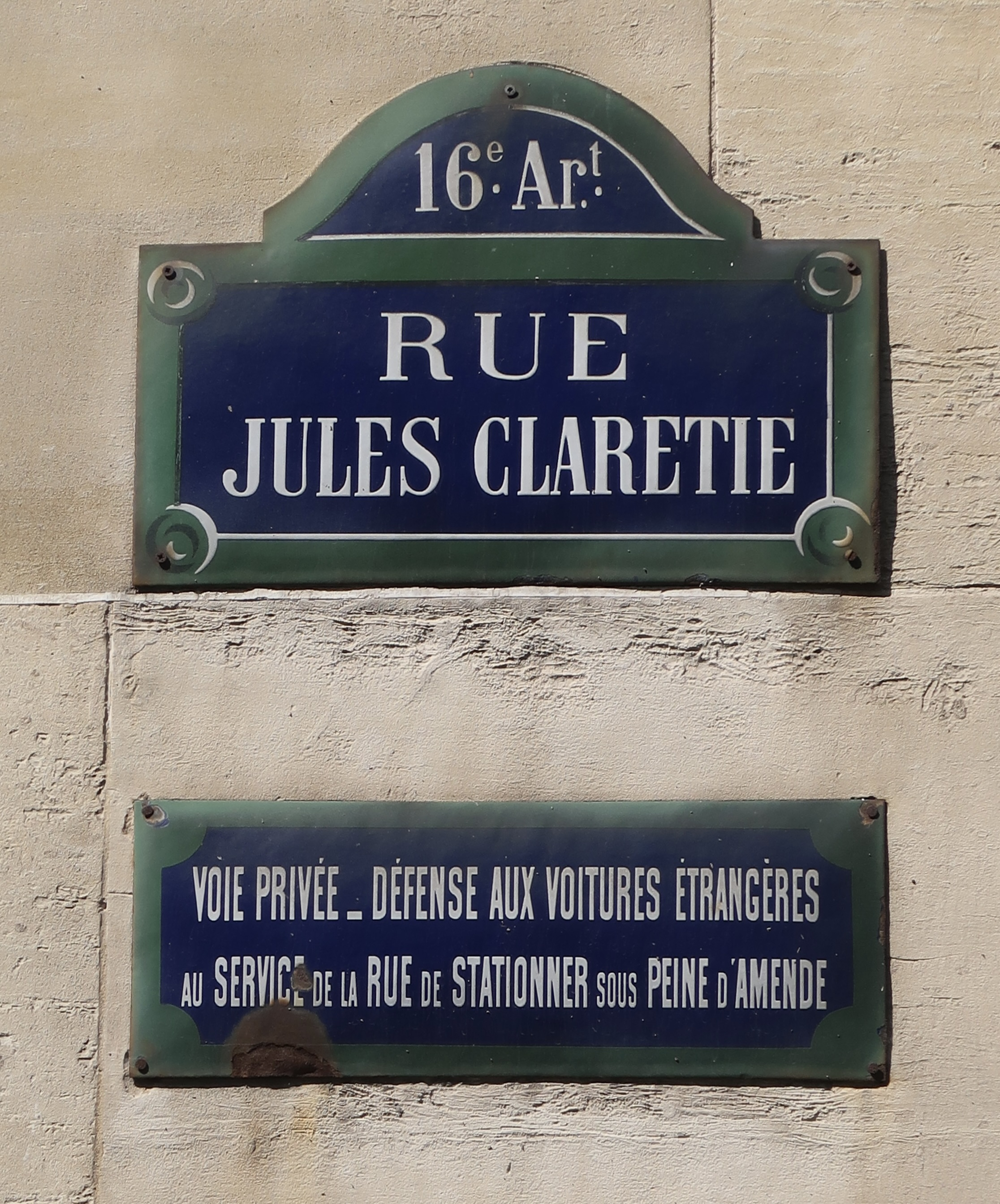
Plaque de rue et plaque indiquant qu'il s'agit d'une voie privée.

La rue Jules-Claretie est une voie privée située dans le 16e arrondissement de Paris. Elle débute au 36, boulevard Émile-Augier et se termine en impasse.

## Origine du nom
Elle porte le nom du romancier et auteur dramatique Jules Claretie (1840-1913).

## Historique
Cette voie est ouverte sous sa dénomination actuelle en 1913 et est fermée à la circulation publique à la suite d'un arrêté de voirie du 17 janvier 2000. La sortie sur le boulevard, d'abord marquée simplement par des poteaux, est remplacée par une grille en 2020-2022.